# Státní úřad inspekce práce
Státní úřad inspekce práce (zkratka SÚIP), bývalý Český úřad bezpečnosti práce (ČÚBP), je správní úřad České republiky podřízený Ministerstvu práce a sociálních věcí. Byl zřízen zákonem č. 251/2005 Sb., o inspekci práce. Hlavní náplní práce úřadu je kontrola dodržování povinností plynoucích z pracovněprávních předpisů. V případě zjištění nedostatků je úřad oprávněn vyžadovat jejich odstranění a ukládat pokuty.

## Struktura
Státní úřad inspekce práce má sídlo v Opavě a spadá přímo pod Ministerstvo práce a sociálních věcí. V čele SÚIP stojí generální inspektor, který má pod sebou náměstka, interního auditora a šest odborů – Kancelář generálního inspektora, Odbor ekonomicko‐správní, Odbor právní, Odbor bezpečnosti práce, Odbor pracovních vztahů a pracovních podmínek a Odbor informatiky.
Pod náměstka generálního inspektora spadá osm Oblastních inspektorátů práce (OIP), které jsou rozděleny podle krajů, ve kterých působí:
| - OIP Praha - OIP Středočeský kraj - OIP Jihočeský kraj a Vysočina - OIP Plzeňský a Karlovarský kraj | - OIP Ústecký a Liberecký kraj - OIP Královéhradecký a Pardubický kraj - OIP Jihomoravský a Zlínský kraj - OIP Moravskoslezský a Olomoucký kraj |

Inspektoři provádějí kontroly dodržování příslušných právních předpisů a vymezují sankce za jejich případné porušení. Inspektoři se také věnují osvětové a poradenské činnosti. Cílem není trestání, ale předcházení negativním jevům, jako jsou pracovní úrazy, nemoci z povolání nebo havárie technických prostředků a snaha o zdolávání následků těchto jevů. Kontroly jsou vykonávány podle stanoveného pořadí nebo po oznámení ze strany zaměstnance na podezření z porušení pracovněprávních předpisů.